# 捍衛大乘傳統聯合會
護持大乘法脈聯合會（英語：Foundation for the Preservation of the Mahayana Tradition；縮寫 FPMT）是護持與弘揚大乘佛法，尤其是藏傳佛法的公益性國際佛教組織，由土丹耶喜喇嘛及弟子土丹索巴仁波切成立於1975年。其總部設立於尼泊爾首都加德滿都市郊的柯槃寺，現在總部設於美國俄勒岡州波特蘭市。
該組織已在世界 40幾個國家發展了 160多個禪修中心及慈善機構。意大利宗喀巴喇嘛學院、法國金剛瑜伽女學院、美國藥師佛土等是該機構的主要活動場所。
土丹耶喜喇嘛於 1984年圓寂，1985年轉世於西班牙，即當今之丹津奧瑟仁波切，他在索巴仁波切的護持下，已肩負起在西方弘揚大乘佛法的重任。